# 馬拉克萊亞
馬拉克萊亞（英語：Maraclea）是一座建於黎凡特沿海的十字軍堡壘與小鎮，該城位於塔尔图斯和巴尼亚斯之間。

## 歷史
穆斯林征服黎凡特後，哈里发穆阿维叶一世重新派兵駐守包括馬拉克萊亞在內的沿岸都市。於675年或676年，一支拜占庭艦隊襲擊了馬拉克萊亞，並殺死荷姆斯當地的總督。
968年，拜占庭皇帝尼基弗鲁斯二世率軍蹂躪了包括馬拉克萊亞在內的地區。1030年，米斯泰亞的尼基塔斯成功解除由的黎波里卡迪和當地法蒂玛王朝指揮官納斯爾·本·穆沙拉夫·拉瓦迪菲統領之阿拉伯聯軍對馬拉克萊亞的圍困。
在13世紀中葉，安條克公國和医院骑士团之間對該城的歸屬存在爭議。1271年，馬拉克萊亞被马穆鲁克摧毀。當時的馬拉克萊亞領主是博希蒙德六世的封臣之一，名叫巴泰勒米·德·馬拉克萊，根據相關歷史文件記載，巴泰勒米在馬穆魯克大軍的攻勢下棄城逃逸，流亡至波斯阿八哈治下的蒙古宮廷避難，並勸說蒙古人出兵干預聖地的局勢。
1285年，蘇丹嘉拉溫脅迫博希蒙德七世，要求他摧毀該地區最後的防禦工事，這是一座距離海岸線有一段距離的方形塔樓，巴泰勒米曾駐守於此。嘉拉溫威脅，如果博希蒙德七世不拆除馬拉克萊亞地區的堡壘，他將揮師圍攻的黎波里。